# 九州探題
九州探題（きゅうしゅうたんだい）とは、室町幕府の軍事的出先機関である。当初は鎮西管領（ちんぜいかんれい）とも称された。

## 概要

### 前史
鎌倉時代の永仁元年（1293年）に鎮西探題が設置されたが、後にそれを踏襲する形で、室町時代に九州の統治のため設置された。室町幕府は京都に政権を置いたため、鎌倉に設置された鎌倉公方が関東を中心に、奥州探題が東北地方を統治する。九州探題は九州統治を担当し、李氏朝鮮との外交なども行った。後醍醐天皇の建武の新政から離反した足利尊氏が京都奪還に失敗して九州へ落ち延び、少弐氏と共に多々良浜の戦いで宮方（後の南朝）の菊池氏らを破り、東上した際に一色範氏を大宰府に残したのが九州探題の始まりである。
だが、九州においては島津氏、大友氏などは従わず、少弐氏とも対立する。後醍醐天皇の皇子である懐良親王が菊池氏に迎えられ、大宰府を奪還して九州に南朝勢力を築いた。

### 黎明期
室町幕府の重臣斯波高経の嫡男斯波氏経、そして渋川義行が立て続けに任じられた後、3代将軍足利義満時代の応安3年/建徳元年（1370年）に管領の細川頼之により今川貞世（了俊）が任命され、南朝勢力の掃討、御家人の守護被官化に務める。了俊は朝鮮からの使者も迎え、倭寇討伐の要請などを受け幕府の日明貿易（勘合貿易）開始に関わる。

### 渋川氏の世襲
康暦元年/天授5年（1379年）の康暦の政変で了俊を支援した頼之が失脚し、九州で独自の勢力を持っていた了俊は応永2年（1395年）に解任され、後任には頼之の政敵であった斯波義将の女婿・渋川満頼（義行の子）が就任し、肥前の綾部城を九州探題府兼肥前守護所として拠点している。
以後は渋川氏代々が世襲する。
しかし少弐氏との戦いで渋川氏は衰退、中国地方の大内氏の後援なしに存続できなくなるまでになった。そして渋川義長が少弐氏に通じたため、天文3年（1534年）に大内氏に討ち取られ、以後、九州探題の衰微は決定的となり、最終的に天文24年に最後の探題領であった筑前姪浜が大内氏によって接収されて、事実上その役目を終えた。
戦国時代にも形式的な幕府の職として存在し、渋川氏の滅亡後には大友宗麟らが任命された。江戸時代には同様の役割を担う西国郡代が設置された。

## 歴代九州探題
- 一色範氏（任：1336年 - 1346年）
- 一色直氏（任：1346年 - 1351年）
- 足利直冬（任：1351年 - 1352年?）北朝方（直義方）探題
- 一色直氏（任：1351年 - 1352年）南朝方（尊氏方）探題[1]
- 一色直氏（任：1352年 - 1358年）北朝方（尊氏方）探題
- 足利直冬（任：1353年/1354年? - 1361年）南朝方（直冬方）探題
- 細川繁氏（任：1358年）北朝方（尊氏方）探題
- 斯波氏経（任：1361年 - 1365年）
- 渋川義行（任：1365年 - 1370年）
- 今川了俊（任：1370年 - 1395年）
- 渋川満頼（任：1396年 - 1419年）
- 渋川義俊（任：1419年 - 1428年）
- 渋川満直（任：1428年 - 1434年）
- 渋川教直（任：1434年 - 1479年）
- 渋川万寿丸（任：1479年 - 1487年）
  - 渋川政教（任：1490年? - 1500年?）[2]
- 渋川尹繁（任：1487年[3] - 1504年?）
- 渋川稙直（任：1504年? - 1533年）
- 渋川尭顕?（任：1533年? - 1534年?）
- 渋川義基（任：1534年? - 1554年?）大内方探題
- 渋川右衛門佐（任：1534年?- 1543年頃?）大友方探題
- 大友義鎮（任：1559年 - 1578年）